# Убити Ирца
Убити Ирца (енгл. Kill the Irishman) је амерички биографски криминалистички филм из 2011. у режији Џонатана Хенслија. Сценарио је написао Хенсли и Џереми Волтерс. У филму глуме Реј Стивенсон, Винсент Д’Онофрио, Вал Килмер и Кристофер Вокен.

## Радња
Године 1960., Дени Грин и његови пријатељи из детињства Били Мекомбер и Арт Снеперџер били су бродски радници на доковима Кливленда. Чланове експлоатише корумпирани синдикални шеф Џери Мерке, а руководство синдиката ИЛА (ILA), позива Денија да се кандидује против њега. Снеперџерово коцкање га оставља у великом дугу са капетаном мафије из Кливленда Џоном Нардијем. У замену за опроштење Снеперџеровог дуга, Дени снабдева Нардија робом украденом са докова. Мерке то сазнаје, захтева смањење Денијевог профита и шаље свог силеџију Џоа Буку да га убије. Дени испровоцира Буку на тучу песницама и туче га до несвести. Избацује Меркеа из његове канцеларије и бива изабран за председника локалног синдиката. Побољшава услове рада на доковима и почиње да послује са Нардијем.
Денијева корупција као председника синдиката откривена је у експозеу локалних новина. Полицијски детектив Кливленда Џо Мандитски, који је одрастао са Денијем у Колинвуду, делу Кливленда, хапси га. Сломљен и суочен са затвором, Дени се залаже за мање оптужбе у замену за то што је постао доушник ФБИ-а и што му је доживотно забрањено да ради у организованом синдикату. Дени је пуштен и сели своју несрећну жену и ћерке назад у Колинвуд. Нарди га наговара да ради као извршилац за јеврејског зеленаша Шондора Бернса и склапа уговор са капетаном мафије Џеком Ликаволијем да Дени примора градске превознике смећа да се придруже синдикату који контролише Ликаволи. Дени, Мекомбер, Снеперџер и локални боксерски шампион Кит Ритсон тероришу многе да им се придруже, али Денијев пријатељ Мајк Фрато одбија. Ликаволи наређује Денију да убије Фрата, али Дени одустаје јер Фрато има десеторо деце. Нарди га приватно саветује да бити успешан криминалац значи радити ствари које не желиш.
Док се Дени спрема да убије Фрата аутобомбом, сазнаје од ФБИ да се Снеперџер вратио коцкању и постао полицијски доушник. Снеперџеру је додељено да постави даљински управљану бомбу испод Фратовог аутомобила, али Дени је активира док овај то ради. Побеснели Фрато касније почиње да пуца на Денија у парку. Дени узвраћа један хитац у Фратову главу и убија га. Дени је ухапшен, али пуштен када Фратов возач каже Мандитском да је Дени деловао у самоодбрани. Пошто јој је било доста, Денијева дугогодишња супруга напушта га и узима њихову децу.
Дени жели да отвори врхунски ресторан и салон и тражи помоћ од Бернса. Бернс организује зајам од 70.000 долара од породице Гамбино, али Бернсов курир купује кокаин од новца и бива ухапшен. Бернс и Дени се посвађају око тога ко треба да врати новац. Бернс унајмљује убицу да убије Денија. Дени за длаку побегне и убије Бернса аутобомбом. Након смрти шефа мафије Џона Т. Скалиша, и Нарди и Ликаволи су разматрани за наследство. Ликаволи је изабран због његових блиских веза са њујоршким мафијашким породицама и одлучује да Денију наплати 30% „уличног пореза” за пословање у Кливленду. Дени одбија да плати, грубо се руга Ликаволијевом италијанском наслеђу и заклиње се: „Ирац је сада у послу за себе”.
Бесни Ликаволи је разнео Денијеву кућу, али он и његова девојка су преживели. Ликаволи тада покушава да деградира Нардија и одузме му посао, само да би овај удружио снаге са Денијем. Заветујући се да ће заједно преузети Кливленд, Дени и Нарди почињу организовањем убистава неколико Ликаволијевих људи. Дени је избегао неколико покушаја убиства, а лета 1976. дошло је до 46 бомбашких напада у области Кливленда између зараћених банди. Национална пажња коју привлачи понижава Ликаволија и он понизно тражи помоћ од шефа Ђеновезе породице Ентонија Салерна у Њујорку.
Желећи нови живот далеко од Кливленда са својом новом вереницом, Дени путује у Њујорк и даје Салерну понуду: у замену за предају Ликаволију, Салерно ће уложити у тексашки ранч који ће Дени започети. Салерно је необавезан и Нарди му не верује. Салерно организује да убица Реј Ферито отпутује у Кливленд и ради за Ликаволија. Ферито преокреће ток рата кливлендске мафије и сви Денијеви најближи савезници, укључујући Нардија, су убијени. Детектив Мандитски нуди Денију заштиту, али Дени одбија. Ферито прислушкује телефон Денијеве девојке и сазнаје да Дени има заказано код зубара. Након заказаног састанка, Дени проверава да ли има експлозивних направа у свом аутомобилу пре него што схвати да је Ферито подметнуо бомбу у паркирани аутомобил поред његовог. Ферито детонира бомбу, убијајући Денија.